# Grivar
Grivar (znanstveno ime Columba palumbus) je vrsta ptice iz družine golobov (Columbidae). Spada v rod Columba, kamor sodijo tudi sorodne vrste, kot je skalni golob (Columba livia). Ima prilagodljivo prehrano in se večinoma hrani z rastlinami, vključno z žiti, zaradi česar velja za škodljivca v kmetijstvu. Čeprav ga na številnih območjih veliko lovijo, to ne vpliva bistveno na velikost njegove populacije, ki ostaja stabilna.

## Taksonomija
Grivarja je prvi znanstveno opisal švedski naravoslovec Carl Linnaeus leta 1758 v deseti izdaji svojega dela Systema Naturae. Uvrstil ga je v rod rod Columba, kamor je vključil vse golobe in mu dal dvočlensko ime Columba palumbus. The specific epithet palumbus is an alternate form of the Latin palumbes for a wood pigeon.
Priznanih je pet podvrst , od katerih je ena danes že izumrla:
- C. p. palumbus Linnaeus, 1758 –  Evropa do zahodne Sibirije in Iraka; severozahodna Afrika
- † C. p. maderensis Tschusi, 1904 – Madeira izumrla
- C. p. azorica Hartert, 1905 –  vzhodni in osrednji Azori
- C. p. iranica (Zarudny, 1910) – jugozahodni in severni Iran do jugozahodnega Turkmenistana
- C. p. casiotis (Bonaparte, 1854) – jugovzhodni Iran in Kazahstan do zahodne Kitajske, severozahodne Indije in Nepala

Fosilni ostanki te vrste so znani iz zgodnjega srednjega pleistocena na Siciliji..

## Opis in biologija
Grivar je največji evropski golob. V dolžino meri od 38 do 44,5 cm in tehta med 300 in 615 g. Razpon peruti pri teh pticah znaša med 68 in 80 cm, rep pa je dolg med 13,8 in 15 cm. Kljun meri v dolžino med 1,9 in 2,2 cm, stopalo pa med 2,5 in 2,8 cm. Osnovna barva perja je siva, na vratu ima grivi podoben šop perja zelene in bele barve, na prsih pa ima zaplato kovinsko vijolične barve. 
Za grivarje je značilna tudi bela proga v perutih, ki pa je opazna le med letom. V času, ko ne gnezdi, se zbira v velike jate, ki se družno hranijo in prenočujejo. Jate spomladi razpadejo, samci pa zavzamejo svoja območja.
Hrani se zelo raznoliko, njegova hrana pa obsega vse od zelenih listov, semen in plodov do bub metuljev, listnih uši in polžev. Hrani se tudi s semeni iglavcev, želodom, žirom, stročnicami, jagodami, z brsti in poganjki, pogosto s tal pobira tudi kamenčke, ki v golši pomagajo pri mletju hrane.
Grivar gnezdi na visokem drevju ali v grmovju, v gozdovih, parkih in v odprti pokrajini porasli z nekaj drevesi in grmi. V gnezdo, sestavljeno iz vejic, samica odloži po dve jajci. Letno lahko ima od 2-3 legla. 